# Szabó József (orvos, 1874–1937)
Szabó József (Budapest, 1874. augusztus 30. – Budapest, Józsefváros, 1937. május 17.) orvos, szájsebész, egyetemi tanár.

## Élete
Szegény értelmiségi család legidősebb gyermeke. Apja Szabó József, anyja Gaál Mária. 1892-től a Budapesti Tudományegyetem Orvostudományi Karának hallgatója volt, emellett mint medikus a szövet- és fejlődéstani, később pedig az élettani intézetben dolgozott. Orvosi oklevelét 1897-ben szerezte meg a Budapesti Tudományegyetem Orvostudományi Karán. 1900-tól a Stomatológiai Intézet munkatársa volt, 1905-ben magántanár lett. 1914-től a Poliklinika fogászati osztályát vezette, az első világháború idején katonaorvosként dolgozott. 1921-ben nyilvános rendes tanárrá nevezték ki és a Stomatológiai Klinika igazgatója lett. Szakterülete a fogászati élettan, a gyökértömések bakteriológiája és a szájsebészet voltak. Halálát szívbénulás okozta.

### Családja
Felesége Pohl Lívia (1882–1963) volt, Pohl Károly közjegyző és tolnai Tolnay Borbála lánya, akivel 1901-ben Pozsonyban kötött házasságot.
Gyermekei:
- Szabó Klára (1902–1978). Férje Fináczy Béla Gyula (1901–1986) gépészmérnök.
- Szabó Dénes (1906–?). Felesége Marienthal Iris (1910–?).
- Szabó Márta (1908–1995). Férje Eleméry (Fleischer) Elemér (1894–1975) főorvos.

## Fontosabb művei
- Gyakorlati fogászat (Budapest, 1914)
- Odontoiatria practica (Milano, 1928)
- Odontologia pratica (Barcelona, 1933)
- A száj és állcsontok dentális betegségeinek sebészete (Budapest, 1936)